# Chacomylus
Chacomylus is een uitgestorven hoefdierachtig zoogdier behorend tot de Hyopsodontidae dat tijdens het Paleoceen in Noord-Amerika leefde.

## Fossiele vondsten
Fossielen van Chacomylus zijn gevonden in het San Juan-bekken in de Amerikaanse staat New Mexico. De vondsten dateren uit de North American Land Mammal Age Puercan, het eerste deel van het Paleoceen in Noord-Amerika.

## Kenmerken
Chacomylus was een klein dier met een geschat gewicht van circa 200 gram. Het was een herbivoor.